# Рдесникові
Рдесникові (Potamogetonaceae) — родина водних однодольних квіткових рослин. Налічує близько 120 видів, включених у шість родів. Найбільшим родом у родині є рід Рдесник (Potamogeton), в якому нараховано близько 100 видів.
Родина широко розповсюдженна по цілому світі і вважається однією з найважливіших груп покритонасінних у водному середовищі через вжиток їх у їжу і використання в якості середовища проживання водними тваринами.

## Характеристика
Всі рослини — водні багаторічні трави, часто з повзучими кореневищами і гілками, вкритими листям. Лопаті листка можуть плавати або бути напівзануреними у воду, а їх стебла часто з'єднані. На листках відсутній продих. Квітка чотиричленна: квіткова формула (чашолистки, пелюстки, тичинки, плодолистки) [4, 0, 4, 4]. Квіти не мають пелюсток. Плід складається з 1-4 кістянок або сім'янок.

## Роди
Налічує 6 родів:
- Althenia
- Groenlandia
- Lepilaena
- Potamogeton — Рдесник
- Stuckenia
- Zannichellia